# Theresa Mertens
Theresa Mertens (* 1987) ist eine deutsche Synchronsprecherin.

## Synchrontätigkeit
Theresa Mertens leiht unter anderem  Mackenzie Rosman in Eine himmlische Familie ihre Stimme. Außerdem ist sie in Filmen wie Plötzlich Prinzessin und Ein Hund namens Beethoven zu hören.

## Synchronarbeiten
- Stephanie Sawyer in Die Letzte Große Fahrt als Juliette Jule Davis
- Mackenzie Rosman in Eine himmlische Familie als Ruthie Camden
- Brooke Marie Bridges in Neds ultimativer Schulwahnsinn als Claire Sawyer
- Emily Browning in Lemony Snicket – Rätselhafte Ereignisse als Violet Baudelaire